# Disporum
Genre
Classification APG III (2009)
Disporum est un genre de plantes herbacées de la famille des liliacées selon la classification classique de Cronquist (1981), de la famille des colchicacées selon la classification phylogénétique APG III (2009).

## Liste d'espèces
Selon ITIS :
- Disporum hookeri (Torr.) Nichols.
- Disporum lanuginosum (Michx.) Nichols.
- Disporum maculatum (Buckl.) Britt.
- Disporum smithii (Hook.) Piper
- Disporum trachycarpum (S. Wats.) Benth. & Hook. f.